# 阿城站
阿城站（原站名为阿什河站），位于中华人民共和国黑龙江省哈尔滨市阿城区，是滨绥铁路上的火车站，建于1901年，由中国铁路哈尔滨局集团有限公司管辖。

## 車站周邊
- 中国银行阿城支行民权分理处
- 中国邮政储蓄银行通城街营业所
- 哈尔滨银行和平支行
- 哈尔滨阿城区人民法院

## 歷史
- 建于1901年。